# الیتاس
الیتاس (به لاتین: Alytus) یک سکونتگاه مسکونی در لیتوانی است که در شهرستان آلیتوس واقع شده‌است.

## خصوصیات
الیتاس ۴۰ کیلومترمربع مساحت و ۵۷٬۲۸۱ نفر جمعیت دارد و ۲۰۰ متر بالاتر از سطح دریا واقع شده‌است.